# Junko Koshino

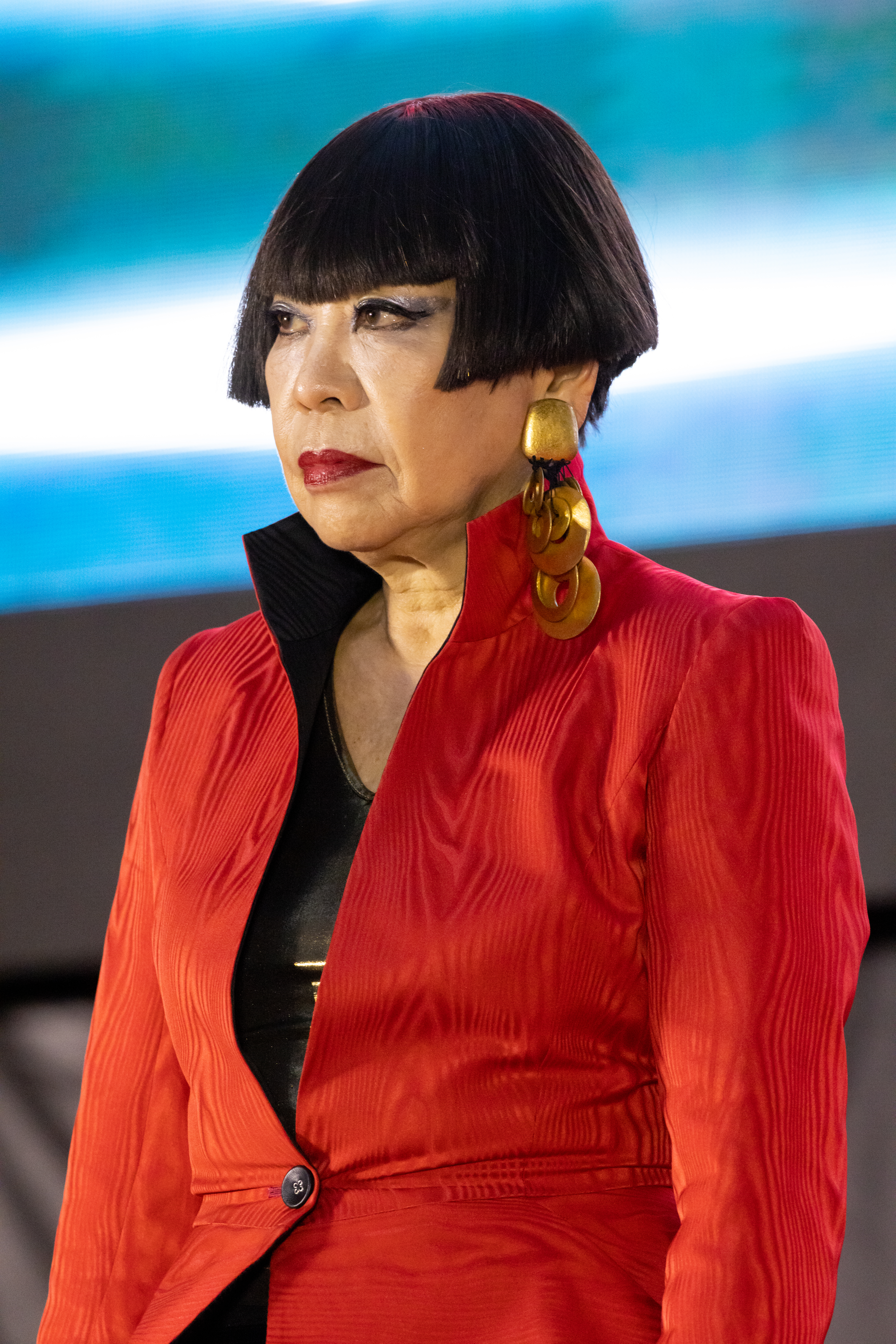
Junko Koshino (2022)

Junko Koshino (japanisch コシノ ジュンコ, Koshino Junko, eigentlich Suzuki Junko; geboren 25. August 1939 in Kishiwada (Präfektur Osaka)) ist eine japanische Modedesignerin.

## Leben und Wirken
Junko Koshino ist die jüngere Schwester von Hiroko Koshino. Wie diese besuchte sie die „Kishiwada High School der Präfektur Osaka“ (大阪府立岸和田高等学校, Ōsaka furitsu Kishiwada kōtō gakkō). Und wie diese studierte sie Modedesign am „Bunka Fashion College“ (文化服装学院, Bunka fukusō gakuin) in Tokio.
Koshino besaß bereits mit 20 ein Geschäft auf der Ginza und war aktiv auf dem Feld der „Wakamono bunka“ (若者文化), der „Modebewegung für die Jugend“ in den späten 1960er Jahren. So wurde sie bekannt für die Herstellung innovativer Kleidung. 1978 beteiligte sie sich erstmals an der Modeausstellung in Paris und begann international bekannt zu werden. 1986 war sie die erste Ausländerin, die ein Geschäft in Peking eröffnete.

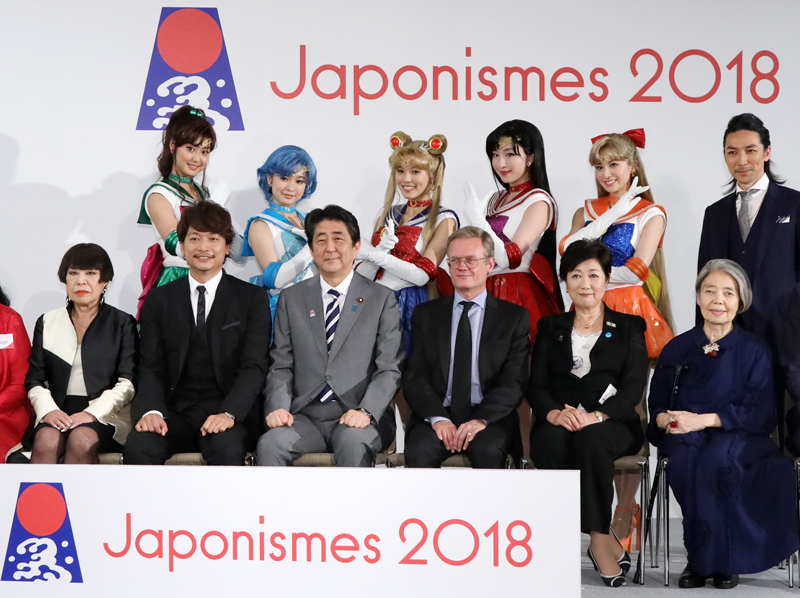
Koshino ganz links

2014 erhielt Koshino den „Special Contribution Award des Sports Award“ des Japanischen Olympischen Komitees für den Entwurf der Kleidung der japanischen Mannschaft für die Olympischen Winterspiele 2014 in Sotschi. 2017 wurde sie als Person mit besonderen kulturellen Verdiensten geehrt. 2018 war sie Mitglied der japanischen Delegation auf der Veranstaltungsreihe „Japonismes 2018“ in Paris.
Nicht nur Koshinos ältere Schwester Hiroko, auch ihre Mutter Ayako Koshino (小篠 綾子; 1913–2006) war bzw. ihre jüngere Schwester Michiko (小篠 美智子; geb. 1943) ist ebenfalls Modedesignerin.